# レイヴァーの法則
レイヴァーの法則（レイヴァーのほうそく、英： Laver's Law） とは、イギリスの服飾史家ジェームズ・レイヴァーが著書『Taste and Fashion』(1937)の中で提唱した服装の流行の変遷についての法則である。
この法則でレイヴァーは、同じ服装でも時代の流れによって評価が変わるとし、やがて数十年で流行のサイクルが元に戻る事を示唆した。
| 下品（Indecent）             | 流行の10年前  |
| 恥知らず（Shameless）        | 流行の5年前   |
| 型破りな（Outré／Daring）    | 流行の1年前   |
| 格好良い（Smart）            | '流行時'      |
| 野暮ったい（Dowdy）          | 流行の1年後   |
| 醜い（Hideous）              | 流行の10年後  |
| 馬鹿げた（Ridiculous）       | 流行の20年後  |
| 面白い（Amusing）            | 流行の30年後  |
| 趣のある（Quaint）           | 流行の50年後  |
| 魅力的な（Charming）         | 流行の70年後  |
| ロマンティックな（Romantic） | 流行の100年後 |
| 美しい（Beautiful）          | 流行の150年後 |
| ---------------------------- | ------------- |